# Kot peterbald
Kot rasy Peterbald – rasa kotów domowych, odmiana kotów syjamskich wyhodowana w Rosji, w Sankt Petersburgu, w hodowli kotów orientalnych w 1994 roku. Peterbald jest rasą unikalną, uznaną przez TICA, WCF i od 1 stycznia 2007 roku przez FIFe.
Peterbald jest kotem o orientalnym typie sylwetki, smukły, elegancki, o długim i dobrze umięśnionym ciele. Posiada delikatny, drobny kościec i wydłużoną sylwetkę z silnymi mięśniami pokrytą delikatną i elastyczną skórą. Charakterystyczne dla tej rasy są długie i cienkie łapki zakończone długimi palcami oraz długi i cienki ogon. Te cechy odróżniają Peterbalda od Sfinksa Dońskiego, drugiej bezwłosej kociej rasy wyhodowanej w Rosji. Kocury są wyraźnie większe od kotek.
UmaszczenieCzasami ledwo widoczna sierść Peterbalda może być poskręcana i przypominać sierść reksów, ale zdarza się to tylko na głowie, szyi i górnej części tułowia. Cecha ta występuje tylko u kotów dorosłych, po ukończeniu półtora, dwóch lat. Mimo dużego podobieństwa Peterbalda do Sfinksa, są to zupełnie inne rasy, gdyż badania genetyczne potwierdziły, że brak owłosienia wywołany jest u tych ras przez zupełnie inne geny. Brak owłosienia u Peterbalda jest wywołany przez ten sam gen co u Sfinksa Dońskiego, ale koty te wyraźnie różnią się budową ciała.
BudowaGłowa średniej wielkości, proporcjonalna do korpusu, dobrze zbalansowana, w kształcie klina z prostymi liniami; klin rozpoczyna się od nosa i prostymi liniami przesuwa się po obu stronach w kierunku uszu; czaszka z profilu lekko zaokrąglona. Duże uszy spiczasto zakończone, szeroko otwarte u nasady. Oczy średniej wielkości, migdałowe w kształcie, osadzone lekko ukośnie w linii od nosa ku uszom, kontynuują kształt klina głowy, kolor oczu zielone lub niebieskie u kotów point.